# УЕФА суперкуп 2021.
УЕФА суперкуп 2021. је било 46. издање УЕФА Суперкупа, годишње фудбалске утакмице коју организује УЕФА и на којој се такмиче победници два главна европска клупска такмичења, УЕФА Лиге шампиона и УЕФА Лиге Европе. У утакмици су учествовали енглески клуб Челси, победник УЕФА Лиге шампиона 2020–21, и шпански клуб Виљареал, победник УЕФА Лиге Европе 2020–21. Играно је у Виндзор Парку, названом Национални фудбалски стадион у Виндзор Парку, у Белфасту, Северна Ирска, дана 11. августа 2021. године
Челси је победио у мечу резултатом 6–5 на пенале након нерешеног резултата 1–1 после продужетака за своју другу титулу Суперкупа УЕФА.

## Тимови
| Екипа     | Квалификације                        | Претходно учешће (подебљано означава победнике) |
| --------- | ------------------------------------ | ----------------------------------------------- |
| Челзи     | УЕФА Лига шампиона 2020/21. победник | 4 (1998, 2012, 2013, 2019)                      |
| Виљареалl | УЕФА Лига Европе 2020/21. победник   | Нема                                            |

## Стадион
Овај меч је било прво финале УЕФА клупског такмичења које је одиграно у Северној Ирској. Виндзор Парк капацитета 18.500 је дом фудбалског клуба Линфилда и фудбалске репрезентације Северне Ирске. Стадион је отворен 1905. године, а реновиран је од 2014. до 2016. уз помоћ УЕФА-иног HatTrick програма помоћи. Ово место је претходно било домаћин финала УЕФА Европског првенства до 19 година 2005. и УЕФА првенства за жене до 19 година 2017. године.

## Утакмица

### Резиме утакмице
Челзи је први повео када је у 27. минуту на ниски центаршут Каја Хаверца са леве стране Хаким Зијеш са седам метара погодио у мрежу. Зијеш је замењен после повреде рамена непосредно пре полувремена. Још једну шансу је имао Виљареал када је Алберто Морено из волеја погодио пречку са доње стране, и то у надокнади првог полувремена. Виљареал је изједначио у 73. минуту када је Ђерард Морено постигао погодак чистим ударцем десном ногом где је погодио у горњи леви угао мреже након повратног ударца Булаје Дије са десне стране казненог простора. Утакмица је отишла у продужетке, а голмана Челсија Едуарда Мендија је у последњем минуту заменио Кепа Аризабалага. Арризабалага је одбранио два пенала, одлучујући је пенал је био када је одбранио ударац Раула Албиола што је омогућило је Челсију да победи резултатом 6–5 у распуцавању.

### Детаљи
Победници Лиге шампиона су у административне сврхе означени као „домаћи” тим.
| Челзи                                                               | 1–1 (п. с. н.) | Виљареал                                                  |
| ------------------------------------------------------------------- | -------------- | --------------------------------------------------------- |
| Зијеш 27’                                                           | Извештај       | Морено 73’                                                |
| Пенали                                                              |                |                                                           |
| Хаверц · Аспиликуета · Алонсо · Маунт · Жоржињо · Пулишић · Ридигер | 6–5            | Морено · Манди · Еступињан · Гомез · Раба · Фојт · Албиол |

| Челзи | Виљареал |

| GK               | 16          | Едуар Менди        |       | 119’ |
| CB               | 15          | Курт Зума          |       | 66’  |
| CB               | 14          | Тревор Чалоба      |       |      |
| CB               | 2           | Антонио Ридигер    | 44’   |      |
| RM               | 20          | Калум Хадсон-Одои  |       | 82’  |
| CM               | 7           | Нголо Канте (c)    |       | 65’  |
| CM               | 17          | Матео Ковачић      |       |      |
| LM               | 3           | Маркос Алонсо      |       |      |
| AM               | 22          | Хаким Зијеш        |       | 43’  |
| AM               | 29          | Кај Хаверц         |       |      |
| CF               | 11          | Тимо Вернер        |       | 65’  |
| Резервни играчи: |             |                    |       |      |
| GK               | 1           | Кепа Аризабалага   | 120+’ | 119’ |
| DF               | 4           | Андреас Кристенсен |       | 66’  |
| DF               | 6           | Тијаго Силва       |       |      |
| DF               | 21          | Бен Чилвел         |       |      |
| DF               | 24          | Рис Џејмс          |       |      |
| DF               | 28          | Сесар Аспиликуета  |       | 82’  |
| DF               | 33          | Емерсон Палмијери  |       |      |
| MF               | 5           | Жоржињоo           |       | 65’  |
| MF               | 10          | Кристијан Пулишић  |       | 43’  |
| MF               | 19          | Мејсон Маунт       |       | 65’  |
| FW               | 9           | Тами Абрахам       |       |      |
| FW               | 12          | Рубен Лофтус Чик   |       |      |
| Менаџер:         |             |                    |       |      |
| Томас Тухел      | Томас Тухел | Томас Тухел        | 45+1’ |      |

| GK               | 1  | Серхио Асењо     |      |     |
| RB               | 8  | Хуан Фојт        |      |     |
| CB               | 3  | Раул Албиол (c)  |      |     |
| CB               | 4  | Пау Торес        |      |     |
| LB               | 24 | Алфонсо Педраза  |      | 58’ |
| CM               | 14 | Ману Тригерос    |      | 70’ |
| CM               | 25 | Етјен Капу       |      | 70’ |
| CM               | 18 | Алберто Морено   |      | 85’ |
| RF               | 21 | Јереми Пино      | 61’  | 91’ |
| CF               | 7  | Херард Морено    |      |     |
| LF               | 16 | Булаје Диа       |      | 85’ |
| Резервни играчи: |    |                  |      |     |
| GK               | 13 | Херонимо Руљи    |      |     |
| DF               | 2  | Марио Гаспар     |      | 70’ |
| DF               | 12 | Первис Еступињан |      | 58’ |
| DF               | 15 | Хорхе Куенка     |      |     |
| DF               | 20 | Рубен Пења       |      |     |
| DF               | 22 | Аиса Манди       |      | 91’ |
| MF               | 6  | Ману Морланес    |      | 85’ |
| MF               | 10 | Висенте Ибора    |      |     |
| MF               | 17 | Дани Раба        | 119’ | 85’ |
| MF               | 23 | Мои Гомез        |      | 70’ |
| FW               | 9  | Пако Алкасер     |      |     |
| FW               | 34 | Фер Нињо         |      |     |
| Менаџер:         |    |                  |      |     |
| Унаи Емери       |    |                  |      |     |

| Играч утакмице: Ђерард Морено (Виљареал) Помоћне судије: Игор Демешко (Русија) Максим Гаврилин (Русија) Четврти судија: Алексеј Кулбаков (Белорусија) Резервни помоћни судија Филипо Мели (Италија) ВАР: Марко Фриц (Немачка) Помоћници ВАР судије:' Павел Гил (Пољска) Масимилијано Ирати (Италија) | Правила - Игра се 90 минута - У случају нерешеног играју се продужици 30 минута - Приступа се извођењу једанаестераца ако је резултат и даље изједначен - Дванаест именованих резервних играча - Максимално пет замена, са шестом дозвољеном у продужецима |

## Белешка
1. ↑  Сваком тиму су дате само три прилике да изврши замене, уз четврту прилику у продужецима, не рачунајући замене које су направљене на полувремену, пре почетка продужетака и на полувремену у продужецима.